# Notre-Dame-du-Touchet
Notre-Dame-du-Touchet és un municipi francès situat al departament de la Manche i a la regió de Normandia. L'any 2007 tenia 639 habitants.

## Demografia

### Població
El 2007 la població de fet de Notre-Dame-du-Touchet era de 639 persones. Hi havia 272 famílies de les quals 68 eren unipersonals (40 homes vivint sols i 28 dones vivint soles), 108 parelles sense fills, 72 parelles amb fills i 24 famílies monoparentals amb fills.
La població ha evolucionat segons el següent gràfic:
Habitants censats

### Habitatges
El 2007 hi havia 361 habitatges, 278 eren l'habitatge principal de la família, 53 eren segones residències i 30 estaven desocupats. 352 eren cases i 7 eren apartaments. Dels 278 habitatges principals, 195 estaven ocupats pels seus propietaris, 77 estaven llogats i ocupats pels llogaters i 6 estaven cedits a títol gratuït; 1 tenia una cambra, 27 en tenien dues, 65 en tenien tres, 80 en tenien quatre i 105 en tenien cinc o més. 202 habitatges disposaven pel capbaix d'una plaça de pàrquing. A 137 habitatges hi havia un automòbil i a 108 n'hi havia dos o més.

### Piràmide de població
La piràmide de població per edats i sexe el 2009 era:
| Homes | Edats   | Dones |
| ----- | ------- | ----- |
| 0     | 95 o +  | 0     |
| 0     | 90 a 94 | 4     |
| 12    | 85 a 89 | 8     |
| 0     | 80 a 84 | 8     |
| 24    | 75 a 79 | 16    |
| 36    | 70 a 74 | 28    |
| 12    | 65 a 69 | 28    |
| 8     | 60 a 64 | 20    |
| 20    | 55 a 59 | 12    |
| 24    | 50 a 54 | 20    |
| 16    | 45 a 49 | 20    |
| 12    | 40 a 44 | 16    |
| 32    | 35 a 39 | 16    |
| 40    | 30 a 34 | 20    |
| 20    | 25 a 29 | 20    |
| 12    | 20 a 24 | 16    |
| 16    | 15 a 19 | 16    |
| 8     | 10 a 14 | 20    |
| 28    | 5 a 9   | 4     |
| 24    | 0 a 4   | 8     |

## Economia
El 2007 la població en edat de treballar era de 376 persones, 273 eren actives i 103 eren inactives. De les 273 persones actives 262 estaven ocupades (150 homes i 112 dones) i 11 estaven aturades (2 homes i 9 dones). De les 103 persones inactives 43 estaven jubilades, 34 estaven estudiant i 26 estaven classificades com a «altres inactius».

### Ingressos
El 2009 a Notre-Dame-du-Touchet hi havia 278 unitats fiscals que integraven 644 persones, la mediana anual d'ingressos fiscals per persona era de 15.775 €.

### Activitats econòmiques
Dels 20 establiments que hi havia el 2007, 1 era d'una empresa alimentària, 2 d'empreses de fabricació d'altres productes industrials, 4 d'empreses de construcció, 5 d'empreses de comerç i reparació d'automòbils, 1 d'una empresa d'hostatgeria i restauració, 1 d'una empresa financera, 2 d'empreses immobiliàries, 1 d'una empresa de serveis, 2 d'entitats de l'administració pública i 1 d'una empresa classificada com a «altres activitats de serveis».
Dels 10 establiments de servei als particulars que hi havia el 2009, 1 era una oficina bancària, 2 tallers de reparació d'automòbils i de material agrícola, 1 paleta, 1 lampisteria, 1 electricista, 1 empresa de construcció, 1 perruqueria, 1 restaurant i 1 agència immobiliària.
Dels 2 establiments comercials que hi havia el 2009, 1 era una botiga de més de 120 m² i 1 una botiga de menys de 120 m².
L'any 2000 a Notre-Dame-du-Touchet hi havia 76 explotacions agrícoles que ocupaven un total de 1.521 hectàrees.

## Equipaments sanitaris i escolars
El 2009 hi havia una escola elemental.

## Poblacions més properes
El següent diagrama mostra les poblacions més properes.